# Luís Herbst
Luís Herbst CSSp (eigentlich Ludwig Herbst, * 23. November 1925 in Bardenberg; † 31. Dezember 2017) war ein deutscher Ordensgeistlicher und römisch-katholischer Bischof von Cruzeiro do Sul.

## Leben
Ludwig Herbst wurde am 23. November 1925 als ältester Sohn von Alexandrina und Heinrich Herbst in Bardenberg geboren. Er hat zwei jüngere Schwestern, der Vater war von Beruf Installateur.
Ab 1936 besuchte er das Kleine Seminar der Spiritaner, zunächst in Broichweiden, dann in Knechtsteden und zuletzt in Donaueschingen, wo er 1943 das Notabitur ablegte. Anschließend wurde er als Fallschirmjäger zur Wehrmacht eingezogen. Während seines Kriegseinsatzes wurde er im Januar 1945 durch einen Kopfschuss schwer verwundet.
Luís Herbst trat der Ordensgemeinschaft der Spiritaner bei, sein erstes Ordensgelübde legte er 1946 in Menden ab. Er empfing am 8. Dezember 1951 in Knechtsteden die Priesterweihe durch Weihbischof Wilhelm Stockums. Von 1953 bis 1967 war er als Missionar in Brasilien tätig, wo er erstmals mit Heinrich Rüth zusammenarbeitete, dem er später als Bischof folgen sollte. 1967 wurde Luís Herbst zum Generalvikar der Prälatur Juruá ernannt.
Papst Johannes Paul II. ernannte ihn am 14. August 1979 zum Koadjutorprälat von Juruá. Der Prälat von Juruá, Heinrich Rüth, spendete ihn am 11. November desselben Jahres die Bischofsweihe; Mitkonsekratoren waren Milton Corrêa Pereira, Koadjutorerzbischof von Manaus, und Joaquim de Lange CSSp, Prälat von Tefé. Sein bischöflicher Wahlspruch lautet Veritas liberabit vos („Die Wahrheit wird euch frei machen“) (Joh 8,32 ). Mit Erhebung der Territorialprälatur Juruá zum Bistum Cruzeiro do Sul am 25. Juni 1987 wurde er zum Koadjutorbischof der neuen Diözese.
Mit der Emeritierung Heinrich Rüths CSSp am 7. Dezember 1988 folgte er diesem als Bischof von Cruzeiro do Sul nach. Am 3. Januar 2001 nahm Johannes Paul II. sein altersbedingtes Rücktrittsgesuch an.
Bischof Herbst wurde am 15. Dezember 2001 zusammen mit seiner Schwester Gertrud (* 9. Januar 1928, † 14. Dezember 2013) das Ehrenbürgerrecht der Stadt Würselen verliehen.